# Буса дел Помар
Буса дел Помар је древни рудник сребра који се налази на северу Италије, североисточно од Трента. То је један од главних рудника (локално назван канопеј ) који су део старог комплекса за експлоатацију сребра у Монте Калисију.

## Положај и структура
Рудник се налази на око 600 м надморске висине и на око 1 км од села Гардоло ди Мецо, близу Маси Сарацинија и Виа Клаудиа Августа.
 

Рудник има три улаза: доњи и главни улаз су повезани разгранатом мрежом тунела који су често неприступачни и могу да се уруше. Трећи улаз, за разлику од претходних, не наставља у дубину, већ се убрзо завршава.
- Доњи улаз
- Главни улаз
- Горњи улаз

## Геологија и експлоатисани материјал
Лежиште је седиментног порекла и део је последњег слоја кречњака формације Белерофонт.
Ископана руда састојала се од галенита који садржи значајно висок проценат сребра. 

Унутар рудника се и даље могу уочити танки слојеви барита. 
- Трака од Барита
- Конкреција